# Solanum stoloniferum
Solanum stoloniferum là loài thực vật có hoa trong họ Cà. Loài này được Schltdl. miêu tả khoa học đầu tiên năm 1833.